# Калікса Лавалле
Калікса (Каллікст) Лавалле (фр. Calixa Lavallée 1842—1891) — канадський і американський композитор, піаніст і диригент, автор музики канадського гімну.

## Біографія
Калікса (справжнє ім'я — Каллікст) Лавалле народився в грудні 1842 року в маленькому церковному приході Бос, поблизу Монреаля, який через кілька років був включений у місто Вершер. Його батько, коваль Огюстен Лавалле, виготовляв музичні інструменти, налаштовував органи й очолював місцевий оркестр. Від батька Калікса навчився основ гри на фортепіано, органі, корнеті та скрипці.
Близько 1850 року сім'я Лавалле оселилася в Сент-Іасенті (Квебек), де Огюстен отримав місце настроювача при місцевому органісті. У 1852 році Калікса почав відвідувати семінарію в Сент-Іасенті. З 1855 року його взяв під свою опіку багатий м'ясник із Монреаля Леон Дером. Калікса жив у нього вдома і брав уроки гри на фортепіано у вчителів, що недавно приїхали з Франції – Поля Летондаля і Шарля Сабатьє. Навчання допомогло розкрити його музичні таланти.
У 1857 році Каллікст Лавалле вирушив до Нового Орлеану, де виграв конкурс на право супроводжувати іспанського скрипаля Оліверу в його турне Латинською Америкою як акомпаніатор. У 1861 році в Провіденсі (Род-Айленд) Лавалле вербують в армію північних штатів як музиканта і незабаром він стає першим корнетом військового оркестру Четвертого Род-Айлендського полку. Через рік в ході битви при Ентітемі він, мабуть, отримує поранення в ногу і звільняється від подальшої служби в жовтні 1862 року.
1864 року Лавалле повертається в Канаду. Він виступає на концертах зі скрипалем Францем Жеєом-Прюмом, вихідцем з Бельгії, але не затримується на батьківщині та знову відправляється в Сполучені Штати, спочатку в Новий Орлеан, звідти в Сан-Дієго і в Нову Англію. У 1867 році в Массачусетсі він одружився з Джозефіною Джентлі, яка згодом народила чотирьох синів. У Бостоні він затримується надовго, даючи фортепіанні концерти, а в 1870 році отримує місце директора оперного театру Grand Opera House. Він написав для театру комічну оперу «Лулу», але її прем'єра не відбулася, тому що в 1872 році власник театру, біржовий гравець Джеймс Фіск, був убитий.
Завдяки фінансовій підтримці Леона Дерома навесні 1873 року Лавалле вирушає в Європу. Там він бере уроки гри на фортепіано в Антуана-Франсуа Мармонтеля та уроки композиторської майстерності у Франсуа Базена й Адрієна Буальдьйо. Він продовжує писати музику: є інформація, що його фортепіанний мі-мінорний етюд «Метелик» (фр. Le papillon) виконувався в Паризькій консерваторії, а оркестрова сюїта виконувалася в липні 1874 оркестром з 80 осіб під керівництвом відомого в той час диригента Адольфа Матона. Мармонтель високо цінував свого учня і присвятив йому етюд № 17 у своїй збірці, що вийшла в 1865 році.
1875 року Лавалле знову опиняється в Монреалі. З Жеєном-Прюмом і його дружиною, сопрано Розітою дель Векьо, вони влаштовують вечори камерної музики, але, оскільки цього було мало, щоб прогодуватися, Лавалле став давати уроки й знайшов місце хормейстера в соборі Сен-Жак. У 1877 році його хор брав участь в театральній постановці «Жанна д'Арк», в якій виконувалася музика Гуно, а Розіта дель Векьо грала головну роль. Постановка мала успіх, витримавши 18 вистав. Настільки ж успішною була наступна постановка, комічна опера «Біла дама» Буальдьє. Монреальський музичний критик Гійом Кутюр назвав Лавалле у своїй статті в газеті La Minerve в грудні 1875 року «нашим першим справжнім композитором» і «нашою національною гордістю». У другій половині десятиліття Лавалле двічі обирали головою Музичної академії Квебека. В цей час він висунув ідею створення в Монреалі консерваторії, але провінційний уряд не виявив до неї інтересу.
Після Монреаля Лавалле переїхав у Квебек, де зайняв пост органіста церкви Сент-Патрік. В цей час уряд Квебека доручає йому написати кантату до прибуття нового генерал-губернатора Канади Джона Кемпбелла і його дружини. Робота була виконана вчасно, кантата виконана хором зі 150 осіб в супроводі симфонічного оркестру під керуванням Лавалле, але уряд Квебека відмовилося сплатити його роботу і витрати на постановку, які він взяв на себе. Щоб розплатитися з боргами, Лавалле змушений працювати одночасно органістом, диригентом і вчителем музики. Проте він знаходить час для участі в комітеті з написання музики для конгресу франкомовних канадців, призначеного на червень 1880 року. Йому доручили написати музику патріотичної пісні на слова Адольфа-Базіля Рутьє. Результатом їхньої спільної творчости стала пісня, яка з часом завоювала популярність не тільки у франкофонів, а й в англомовної більшості населення Канади (перше виконання англійської версії відбулося в 1901 році). Популярність пісні, відомої як «О, Канадо!», продовжувала зростати, поки в 1980 році вона не стала офіційним славнем Канади.
Усупереч творчому успіху, фінансове становище Лавалле як і раніше було поганим, його здоров'я теж похитнулося (в цей час у нього діагностують туберкульозний ларингіт) і він знову переїхав до Сполучених Штатів, де давав уроки музики та служив хормейстером у бостонському соборі Святого Хреста. На початку 80-х років він супроводжує як акомпаніатор угорську співачку Етелька Герстер, а в 1881 році в Новому Орлеані виповнюється його комічна опера «Вдова». У Бостоні Лавалле вступає в Національну асоціацію вчителів музики й у 1884 році організовує в Клівленді перший в історії концерт, що складається повністю з творів американських композиторів. У 1887 році 700 членів асоціації обирають Лавалле її головою. Він представляє асоціацію на першому міжконтинентальному конгресі музикантів в Лондоні в 1888 році. Трохи раніше він виступає з заявами на підтримку приєднання Канади до США.
До 1890 року здоров'я Лавалле сильно погіршилось. Він ще встиг організувати з'їзд Національної асоціації вчителів музики в Детройті, але постійні проблеми з горлом змусили його припинити роботу, а в січні 1891 року він помер. Він був похований в Бостоні, але в 1933 році його останки були урочисто перенесені в Монреаль. На честь Лавалле названі вулиці в багатьох містах Квебеку, культурний центр і середня школа в Монреалі. Біографія Лавалле, написана Еженом Лапьєром, вперше була опублікована в 1936 році й була перевидана в 1950 і 1956 роках. Премія Калікса Лавалле, заснований 1959 року, щорічно вручається найкращим музикантам Квебека.

## Творчість
Крім пісні «О, Канадо!», твори Лавалле в основному були забуті протягом перших сорока років після його смерті. Водночас етюд «Метелик» був не менше двох разів записаний на грамплатівки. Велика частина його творів була втрачена.
Серед збережених робіт Лавалле комічні опери «Вдова» (англ. Widow, 1881) і «Індійське питання нарешті вирішено» (англ. The Indian question settled at last), відома також під скороченою назвою TIQ, 1883), а також оферторії Tu es Petrus (1883) і три увертюри 1888 року, «Король діамантів» (The King of diamonds), «Весільна троянда» (The bridal rose) і «Золоте руно» (The golden fleece). Збереглося також кілька розрахованих на віртуозну техніку фортепіанних п'єс і вокальних творів, балади й кантати в стилі Гуно та Оффенбаха. Ймовірно, постійні переїзди та пошук заробітку не давали Лавалле зосередитися на роботі над масштабними творами, змушуючи його писати невеликі дрібнички.
Творчість Лавалле популяризується в Канаді починаючи з 30-х років двадцятого століття. Його «Вдова» була знову поставлена на сцені в 1976 році, кілька його творів лягли в основу балету Pointes sur glace канадського композитора Едмунда Ассалі, вперше поставленого в 1967 році.